# تاماس فيرينك بيريس
تاماس فيرينك بيريس (بالمجرية: Béres Ferenc Tamás)‏ هو لاعب كرة قدم مجري، ولد في 15 أبريل 1982 في المجر. لعب مع Szigetszentmiklósi TK ‏.